# Kanton Riom-Ouest
Der Kanton Riom-Ouest war bis 2015 ein französischer Kanton im Arrondissement Riom im Département Puy-de-Dôme und in der Region Auvergne-Rhône-Alpes; sein Hauptort war Riom. Vertreter im Generalrat des Départements war zuletzt von 2006 bis 2015, wiedergewählt 2008, Dominique Bosse (PS). 

## Gemeinden
Der Kanton bestand aus einem Teil der Stadt Riom und sechs Gemeinden. Die nachfolgenden Einwohnerzahlen sind jeweils die Gesamtzahlen der Gemeinden. 
| Gemeinde   | Einwohner Jahr | Fläche km² | Bevölkerungsdichte | Postleitzahl | Code INSEE |
| ---------- | -------------- | ---------- | ------------------ | ------------ | ---------- |
| Châteaugay | 3164 (2013)    | –          | – Einw./km²        | 63119        | 63099      |
| Enval      | 1368 (2013)    | –          | – Einw./km²        | 63530        | 63150      |
| Malauzat   | 1112 (2013)    | –          | – Einw./km²        | 63200        | 63203      |
| Marsat     | 1225 (2013)    | –          | – Einw./km²        | 63200        | 63212      |
| Mozac      | 3858 (2013)    | –          | – Einw./km²        | 63200        | 63245      |
| Riom       | 18675 (2013)   | –          | – Einw./km²        | 63200        | 63300      |
| Volvic     | 4425 (2013)    | –          | – Einw./km²        | 63530        | 63470      |